# 康斯坦丁·克鲁普斯基

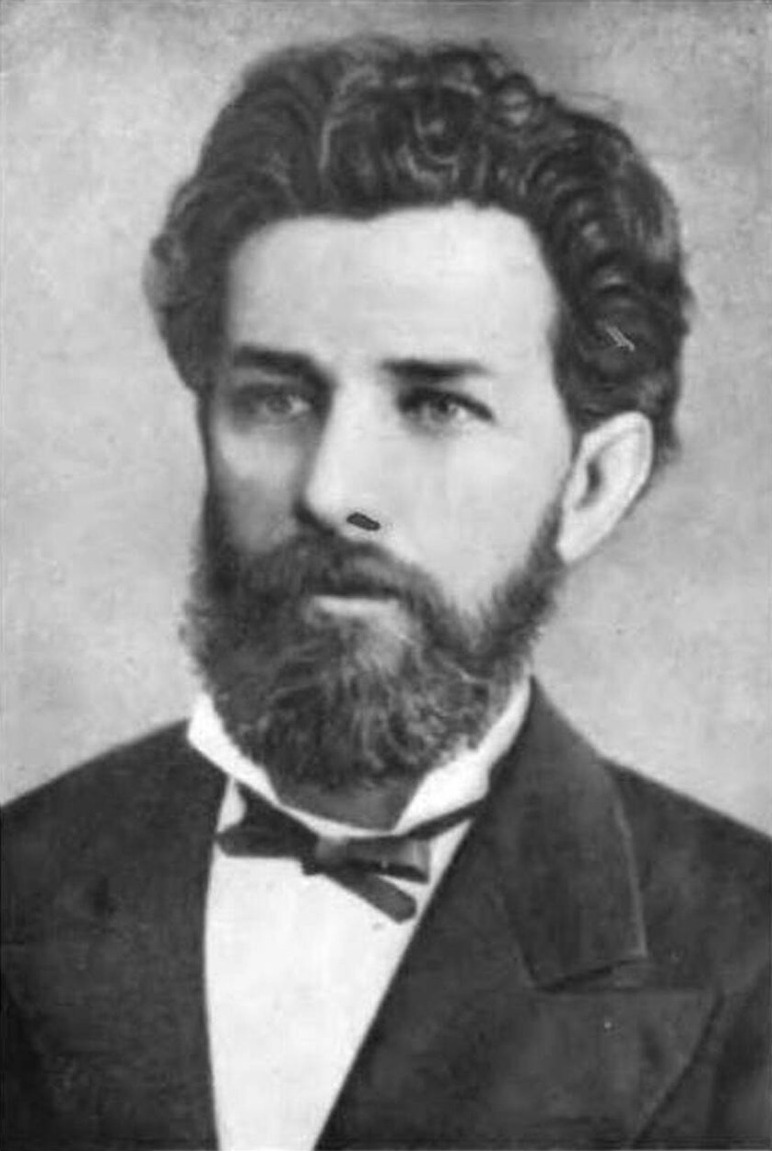
康斯坦丁·克鲁普斯基

康斯坦丁·伊格纳季耶维奇·克鲁普斯基（俄語：Константин Игнатьевич Крупский；1838年7月2日—1883年2月24日）是一名俄罗斯帝国军官（最高军衔为中尉），曾参与俄国军队中的革命运动。他是弗拉基米尔·列宁的妻子娜杰日达·克鲁普斯卡娅的父亲。

## 生平
他出生于喀山一个贫穷贵族家庭，父亲是总部队长伊格纳季·安德烈耶维奇·克鲁普斯基，母亲是玛丽亚·瓦西里耶芙娜（娘家姓贡恰列夫斯卡娅）。他早年成为孤儿。曾就读于下诺夫哥罗德少年军官学校（1856年）和康斯坦丁炮兵学校。毕业后，被分配到位于波兰王国的斯摩棱斯克步兵团服役。
克鲁普斯基是革命组织驻波兰俄国军官委员会的领导人之一。
1863年波兰起义期间，作为连长的他积极协助起义者，并对他们表示同情。同年，他与担任家庭教师的伊丽莎白·瓦西里耶芙娜·季斯特罗娃结婚。
1869年，他在亚历山大军事法律学院毕业后，再次被派往波兰。由于在暴动期间援助当地民众而被革职。被革职后，他被送交法庭审判，并被剥夺担任国家职务的权利。冗长的司法程序持续多年，严重损害了他的健康。最终，元老院宣告克鲁普斯基无罪。
1883年，他因肺结核去世。其遗孀获得一份官方文件，称“1883年2月24日，退役同僚参事康斯坦丁·伊格纳季耶维奇·克鲁普斯基，41岁，因肺痨去世，皆为上帝之意”（年龄记录有误）。
根据其生前意愿，他被安葬于圣彼得堡新圣女公墓。